# Sean McLoughlin
Sean Desmond McLoughlin (ur. 13 listopada 1996 w Cork) – irlandzki piłkarz występujący na pozycji obrońcy w angielskim klubie Blackburn Rovers.

## Kariera klubowa

### Cork City
McLoughlin powrócił do Cork City w 2017 roku, po tym, jak w 2015 opuścił akademię klubową na rzecz zespołu uniwersytetu College Cork. W seniorskiej drużynie zadebiutował 20 października 2017, rozgrywając pełne 90. minut w meczu przeciwko drużynie St. Patrick’s zakończonym porażką 2:4. Pierwszego gola dla klubu strzelił 30 marca 2018 w ligowym zwycięstwie 4:0 z Bray Wanderers. W 2018 podpisał nowy kontrakt z klubem, obowiązujący do końca 2019 roku.
W swoim pierwszym pełnym sezonie w barwach Cork McLoughlin zagrał w 27 spotkaniach League of Ireland Premier Division, stając się regularnym zawodnikiem w formacji defensywnej zespołu. W lipcu 2018 wystąpił także w dwumeczu z Legią Warszawą 1. rundy kwalifikacyjnej Ligi Mistrzów, w którym irlandzka drużyna poniosła porażkę 0:4.

### Hull City
W lipcu 2019 McLoughlin dołączył do grającego w angielskiej Championship Hull City, podpisując z klubem 3–letnią umowę. Jeszcze tego samego miesiąca dołączył do szkockiego zespołu St. Mirren na zasadzie półrocznego wypożyczenia.
Debiut dla "Tygrysów" zaliczył 8 lutego 2020 w ligowym spotkaniu z Reading zakończonym remisem 1:1. Sezon 2019/20 dla drużyny z Hull zakończył się spadkiem do League One, a sam McLoughlin zagrał jedynie w 7 meczach. W następnym sezonie, pomimo zdobycia tytułu mistrzowskiego przez zespół, gra obrońcy w lidze ograniczona była do trzech jednominutowych występów.
Szansę do gry w formacji defensywnej zespołu McLoughlin dostał dopiero w październiku 2021 roku. Po rozegraniu pełnego meczu z Birmingham City zakończonego wygraną 2:0 nie opuścił on ani jednej minuty w lidze do końca sezonu, zaliczając serię 29 występów z rzędu. Podobna sytuacja zdarzyła się też w następnym sezonie – McLoughlin wystąpił w 27 spotkaniach, z czego w większości w drugiej połowie sezonu. Otrzymał wtedy także nagrodę Zawodnika Miesiąca Hull City za luty 2023 roku. 18 kwietnia 2023 podpisał nowy, 3–letni kontrakt z klubem.
W sezonie 2023/24 defensor wystąpił w 23 ligowych spotkaniach, głównie pełniąc rolę zawodnika rotacyjnego. Natomiast w sezonie 2024/25 rozegrał 37 meczów, będąc ważną postacią w drużynie, która zdołała uniknąć spadku do trzeciej klasy rozgrywkowej.

### Blackburn Rovers
19 lutego 2025 McLoughlin dołączył za nieujawnioną kwotę do Blackburn Rovers, podpisując z klubem 2–letnią umowę.

## Statystyki
(aktualne na dzień 22 lutego 2025)
| Klub              | Sezon        | Liga                               | Liga  | Liga | Puchar Kraju | Puchar Kraju | Puchar Ligi | Puchar Ligi | Europa | Europa | Inne  | Inne | Suma  | Suma |
| Klub              | Sezon        | Dywizja                            | Mecze | Gole | Mecze        | Gole         | Mecze       | Gole        | Mecze  | Gole   | Mecze | Gole | Mecze | Gole |
| ----------------- | ------------ | ---------------------------------- | ----- | ---- | ------------ | ------------ | ----------- | ----------- | ------ | ------ | ----- | ---- | ----- | ---- |
| Cork City         | 2017         | League of Ireland Premier Division | 1     | 0    | 0            | 0            | 0           | 0           | 0      | 0      | —     | —    | 1     | 0    |
| Cork City         | 2018         | League of Ireland Premier Division | 27    | 3    | 3            | 0            | 1           | 0           | 4      | 0      | 3     | 0    | 38    | 3    |
| Cork City         | 2019         | League of Ireland Premier Division | 20    | 2    | 0            | 0            | 2           | 0           | 2      | 0      | 2     | 0    | 26    | 2    |
| Cork City         | Total        | Total                              | 48    | 5    | 3            | 0            | 3           | 0           | 6      | 0      | 5     | 0    | 65    | 5    |
| Hull City         | 2019/20      | EFL Championship                   | 7     | 0    | 0            | 0            | 0           | 0           | —      | —      | —     | —    | 7     | 0    |
| Hull City         | 2020/21      | EFL League One                     | 3     | 0    | 1            | 0            | 2           | 0           | —      | —      | 6     | 0    | 12    | 0    |
| Hull City         | 2021/22      | EFL Championship                   | 32    | 0    | 1            | 0            | 0           | 0           | —      | —      | —     | —    | 33    | 0    |
| Hull City         | 2022/23      | EFL Championship                   | 26    | 0    | 1            | 0            | 1           | 0           | —      | —      | —     | —    | 28    | 0    |
| Hull City         | 2023/24      | EFL Championship                   | 23    | 0    | 2            | 0            | 1           | 0           | —      | —      | —     | —    | 26    | 0    |
| Hull City         | 2024/25      | EFL Championship                   | 36    | 0    | 1            | 0            | 1           | 0           | —      | —      | —     | —    | 38    | 0    |
| Hull City         | Total        | Total                              | 129   | 0    | 6            | 0            | 5           | 0           | 0      | 0      | 6     | 0    | 146   | 0    |
| St. Mirren (wyp.) | 2019/20      | Scottish Premiership               | 21    | 1    | —            | —            | —           | —           | —      | —      | —     | —    | 21    | 1    |
| Blackburn Rovers  | 2025/26      | EFL Championship                   | 0     | 0    | 0            | 0            | 0           | 0           | —      | —      | —     | —    | 0     | 0    |
| Career Total      | Career Total | Career Total                       | 198   | 6    | 9            | 0            | 8           | 0           | 6      | 0      | 11    | 0    | 232   | 6    |

1. ↑  Uwzględnia występy w Pucharze Irlandii i Pucharze Anglii
2. ↑  Uwzględnia występy w Pucharze Ligi Irlandzkiej i Pucharze Ligi Angielskiej
3. ↑  Uwzględnia występy w fazie kwalifikacyjnej Ligi Mistrzów i Ligi Europy
4. ↑  Uwzględnia występy w President’s Cup, Munster Senior Cup i EFL Trophy